# Lithothamnion manginii
Lithothamnion manginii Lemoine & Rosenvinge in Lemoine, 1913  é o nome botânico  de uma espécie de algas vermelhas  pluricelulares do gênero Lithothamnion, subfamília Melobesioideae.
- São algas marinhas encontradas na Antárctica.

## Sinonímia
- Lithothamnion mangini (var. ort.)